# イタリア海軍
イタリア海軍（イタリアかいぐん、イタリア語: Marina Militare Italiana）は、イタリアが保有する海軍。

## 歴史

### 前史
ローマ帝国の時代、地中海を手中に収める西洋最大の海軍国であったが、その崩壊以降、イタリア地域には様々な国家が勃興した。中世時代にはヴェネツィア共和国やジェノヴァ共和国などいくつかの有力な海軍を保有する国家が名を馳せた。しかし正式にイタリア海軍と呼ぶべき組織が発足するのは、イタリア統一を果たしたサルデーニャ王国が、イタリア王国の発足に次ぐ形で1861年3月17日に複数の海軍組織を統合して以降であろう。

### 黎明期

#### 統一による強大化と混乱、そして普墺戦争
イタリアの統一は19世紀後半、サルデーニャ王国によって成った。イタリア王国と名を改めたサルデーニャ王国は1861年3月17日、統一以前に存在した旧国家群の様々な組織を統合する作業を進め、その一環としてイタリア各地にあった旧国家（サルデーニャ王国、ナポリ王国、トスカーナ大公国及び教皇領）の海軍部隊を統合し、イタリア王立海軍（レジーア・マリーナ、イタリア語: Regia Marina）を組織した。統一以前の諸国家が持っていた海軍装備は中々のもので、それら全てを遺産として相続した王立海軍は英仏の列強海軍を除けば戦列艦1隻、フリゲート9隻、コルベット4隻、帆走船7隻を数える強大な海軍力を有する一大勢力であった。
しかし海軍の合同によって齎された物は良いことばかりではなく、幾つかの解決すべき難点も存在した。まず一つ目に挙げられるのは装備の不均一性で、当然のことながら統一前の諸海軍は独自のドクトリンに基づいた艦艇の設計や運用を行っており、それらを一堂に集めた王立海軍は運用面で極めて不安定な部分を残すことになった。更に人材面でも同様のことが言え、それぞれが背景を持って栄達してきた各海軍の将官らは、自らがイタリア海軍の指導的な立場を得るべく激しい政治闘争を繰り広げた。取り分け統一元である旧サルデーニャ海軍派と、それと同等の海軍力を保有していた旧ナポリ海軍派の将官らの対立は激しく、イタリア王立海軍結成から20年後の1881年にリヴォルノ海軍兵学校に統合されるまで、海軍兵学校がナポリとジェノヴァの二か所に存在したという逸話がその激しさを物語っている。
また根本的な問題として当時のイタリアは近代戦争の要である重工業の力に乏しく、零落著しいスペイン王国と共に、フランス帝国・イギリス帝国・プロイセン王国・オーストリア帝国などの他の欧州主要国と大きく差を開けられていた。しかし海軍大臣カルロ・ペルサーノはこの問題に対して、国家百年の計としての計画を立てることなどせず、外国からの購入という短期的な手段に終始するのみであった。
こうした問題の内、少なくとも組織統一時の混乱は（士官学校の例の様に）時間によって解決される手合いの物であったが、完全なる統一を急ぐイタリア王国政府は国家統一から僅か4年後の1866年に早くも老大国たるオーストリア帝国との戦争を始めてしまった。普墺戦争と呼ばれるこの戦争で、前述のカルロ・ペルサーノ率いるイタリア海軍は、ペルサーノの指揮の拙さも手伝って苦い敗北を喫してしまう（リッサ海戦）。戦争自体はプロイセンの大勝によって勝利に帰したが、対オーストリアでの苦戦は多くの教訓を海軍に残した。

#### 普墺戦争後の増強

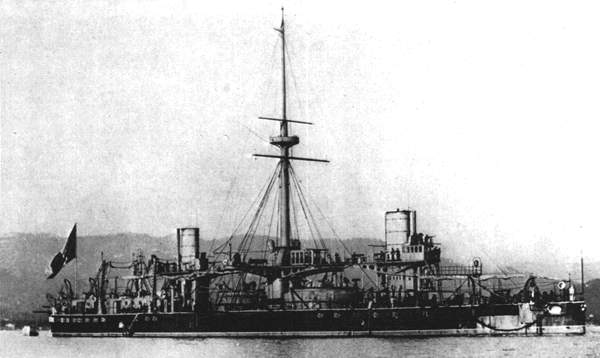
装甲艦カイオ・ドゥイリオ

普墺戦争後、イタリア海軍は海軍組織の統合や艦艇の強化を推進し、欧州主要国として恥じぬ戦力を揃えていった。
イタリア海軍は教師役をイギリス海軍にとり、次いで未熟なイタリアの国内産業を活性化すべくイギリスから軍事企業の誘致を次々に行った。その中でもその最たるものがアームストロング社で、技術革新の時代にイギリス最大級の軍事企業の協力が得られたことは大きく、国内企業カステラマーレ造船所で建造し1880年代に相次いで2隻を就役させた装甲艦「ドゥイリオ級」2隻は、前級である「プリンチペ・アメデオ級」の常備排水量5,854トンの約二倍の排水量11,138トンを誇り、主砲は当時世界最大級の艦砲である45 cm（20.4口径）前装式砲を連装砲架で2基4門装備、更に当時の主力艦最速の15ノットを誇るという「地中海最強艦」であった。
これは、フランス海軍が新たに建造していた新型装甲艦「クールベ級」が、イギリス装甲艦を上回る大口径の34 cm単装砲を4門搭載し速力15ノットを発揮するということが様々な情報により判明していたため、これに対抗するにはイギリス装甲艦の模倣では適わないとして、時の海相シモーネ・サン＝ボンの英断とイタリアの名造船士官ベネデット・ブリンの設計により建造されたのである。 これに対しフランス海軍は、42 cm（22口径）単装砲2基を搭載し自艦の主砲に耐える舷側防御力を持ちながら速力15ノットを発揮する海防戦艦「テリブル級」4隻の建造で応えたが、イタリア海軍は更なる差をつけるために、口径はカイオ・ドゥイリオ級よりやや劣りながらも後装填式の43.1 cm単装砲4門を持ち、舷側装甲を撤去した代償に当時の巡洋艦並みの18ノットの速力を発揮する装甲艦「イタリア級」2隻を建造し、次いでその改良型として舷側装甲を復帰させながら速力17ノットを発揮する「ルッジェーロ・ディ・ラウリア級」3隻を持って、巨砲装甲艦7隻体制で地中海最強艦を有する海軍国家として名を挙げたのである。この時ライバル国家であったオーストリア＝ハンガリー帝国も、ドイツ帝国より技術導入を図っていたが、技術導入先のレベル差や建造するドックの能力の低さの為に低火力で小型の軍艦しか造れず、次第に建造艦の質はイタリア優勢となって行った。
この急速な技術革新にはイタリア海軍による貪欲なイギリス技術の導入意欲と、イギリス企業によるテストケースとしての新技術の提供という、伊英双方の利害・目的が一致して多大な成果が発現された物であった。技術提供を行ったイギリス海軍は、フランスの巨砲装甲艦たちに対抗すべく413mm砲2門を持つ装甲艦「ベンボウ」や「ヴィクトリア級」2隻を相次いで建造したが、それができたのもイタリア海軍での技術テストがあってこそである。

#### 増強された海軍の活躍
こうした新技術の導入により強力な軍艦を多く得たイタリア海軍は、イタリア政府の進めた植民地戦争に於いても活発に活動し、伊土戦争ではチュニジアからトリポリまでの前海岸の封鎖を実行し、トリポリ・トブルク・デルナ・ベンガジなどの主要都市を艦砲射撃後に続々と海兵隊を上陸させ次々と占領した。1912年2月には装甲巡洋艦ジュゼッペ・ガリバルディ級「ジュゼッペ・ガリバルディ」「フランチェスコ・フェルッキオ」の2隻が、占領したトブルクを出撃しベイルートのオスマン帝国艦隊を強襲した。ここには装甲艦アヴニッラー級「アヴニッラー」（1870年に建造、1907年に近代化軍艦に改装された。設備重量は、2,310トン、15 cm単装砲4基、76 mm単装速射砲6基、12ノット）と水雷艇「アンカラ」があったがイタリア巡洋艦隊はこれを一蹴して湾内にあったオスマン帝国海軍の軍艦全てを撃沈してしまった。更にイタリア海軍は艦隊による艦砲射撃でダーダネルス海峡のオスマン軍砲台を無力化し、海峡の入り口を機雷で封鎖してしまった。これによりオスマン帝国の植民地に対する権威を失墜させた。次いで海軍はロドス島を占領した。陸軍がオスマン陸軍のゲリラ戦術に苦しむ中、海軍は行く先々でオスマン帝国海軍を一蹴して制海権を確保し、バルカン半島方面に軍事的圧力を掛けてバルカン戦争の端緒を作ることにより伊土戦争の早期勝利を導いた。イタリア海軍の活躍によりトリポリとキレナイカ及びドデカネス諸島がイタリアに割譲され、海軍の監視施設が各地に設置された。

### 第一次世界大戦

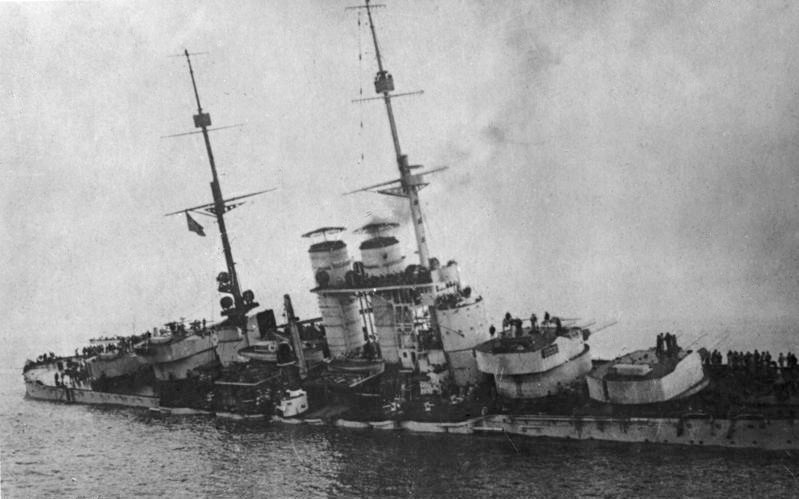
沈下する墺戦艦セント・イシュトバーン。オーストリア＝ハンガリー帝国海軍を代表するこの戦艦を沈めた日は、今でもイタリア海軍の記念日となっている。

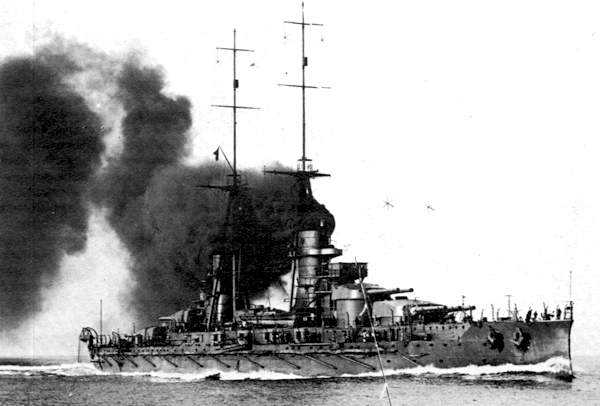
これに対抗しすべく建造されたコンテ・ディ・カブール級。写真は二番艦ジュリオ・チェザーレ

イタリア王立海軍は第一次世界大戦に連合国側に立って参戦する。この大戦では再びオーストリア・ハンガリー二重帝国と争い、陸軍が多数の死者を出しながら果敢に高山の陣地に挑んでは、少しずつ戦線を前に進めていくのとは対照的に、海軍は大きな海戦は行わなかった。これは伊墺両軍が主力（弩級戦艦）を出し惜しんだ所に起因する部分が大きいが、イタリア海軍は主力艦同士が互いを牽制して睨み合っている状況を巧みに活用し、アドリア海の出入り口たるオトラント海峡に堰を築くことでオーストリア海軍の潜水艦部隊を無力化した。これは連合国軍が地中海の補給線を維持する上で大きな効果を生じさせ、オーストリア＝ハンガリー帝国海軍は幾度にも亘ってオトラント海峡突破を作図したが、その殆どがイタリア海軍に撃退された。唯一突破に成功したのは1917年5月にホルティ提督率いる巡洋艦隊が、伊海軍と来援していた仏英海軍の連帯失敗に乗じて堰の破壊に成功した時であり、翌年に堰が修復されるまでに多数の連合国商船が破壊され、オトラント海峡防衛の重要性が改めて認識された。
大戦後半に入ると、東西両面での陸戦における不利で脱落の危機に瀕したオーストリア陸軍を救うべく、ドイツ軍は主戦場から戦力を引き抜いてイタリア戦線へ配置し、彼らは発案されたばかりの新戦術（浸透戦術）によってイタリア陸軍に致命的な損害を与えた。イタリア陸軍は後方で戦線を建て直し、ドイツ軍が引き上げた後に行われたオーストリア軍の単独攻勢を破り、逆に2万5000名の捕虜を取る勝利を得る（ピアーヴェ川の戦い）。この戦いに並行する形で、オーストリア＝ハンガリー帝国海軍はオトラント海峡の再度の突破を目指して、前述の突破成功により一躍国民的英雄となっていたホルティ提督を指揮官とし、それまで温存していた主力艦隊を出撃させた。だがこの出撃は、待ち伏せしていたイタリア海軍のルイージ・リッツォ提督率いる水雷部隊の強襲にあい、弩級戦艦セント・イシュトバーンが撃沈されるという惨敗に終わった。陸海両面で勝利を得たイタリアは終戦までオーストリアを押さえ込み、戦勝国の仲間入りを果たした。戦後賠償でオーストリア＝ハンガリー帝国海軍から弩級戦艦「テゲトフ」と準弩級戦艦「エルツヘルツォーク・フェルディナント・マックス」、巡洋艦3隻、駆逐艦7隻を取得したが、戦艦は解体処分、巡洋艦のうち「サイダ」は「ヴェネツィア」へ、「ヘルゴランド」は「ブリンディジ」と改名し、駆逐艦7隻も改名されて戦間期のみ使用された。ここに、リッサ沖海戦での復讐は成し遂げられた。

### 戦間期

#### 装備の更新と建艦競争
第一次世界大戦後の経済不安・税収減により海軍装備の更新がままならず旧式化が進む中、イタリア国内で共産主義勢力を下し政権を取ったファシストの指導者、ベニート・ムッソリーニ（1922年政権獲得）は、不況により沈滞していた国民感情を高揚させるため、地中海のイタリア化と古のローマ帝国の復興を宣言し、海軍には旧式化した艦艇の整備を命じた。膨張政策により国内企業は活気付き海軍予算も増えたことにより、まず駆逐艦の新造が始まり、さらにワシントン海軍軍縮会議により巡洋艦の基本建造プレゼンスが定まったことにより、旧態化した装甲巡洋艦や戦利巡洋艦の代艦として重巡洋艦・軽巡洋艦の新造が始まった。この行為は地中海の西部に位置するフランスの世論を悪化させ、世論の後押しを受けたフランス海軍が続々と大型駆逐艦や巡洋艦を整備したことにより、伊仏独三国間で建艦競争が勃発した。やがて、ドイツ海軍が「ドイッチュラント級装甲艦」を発表し、それに対抗してフランス海軍が1931年に新戦艦「ダンケルク級」の建造を発表したことにより建艦競争は頂点に達した。
この頃のイタリア海軍の戦艦戦力は、前大戦時に建造した「コンテ・ディ・カブール級」2隻（3番艦「レオナルド・ダ・ヴィンチ」は1916年8月2日に事故で喪失）と「カイオ・ドゥイリオ級」2隻で、どちらも速力20ノット台の低速戦艦でしかなく、イタリア海軍としてはフランス海軍が保有している弩級戦艦「クールベ級」3隻と超弩級戦艦「プロヴァンス級」3隻への抑止力程度の価値でしかなく、海軍としては経済が復興した暁には代艦を建造する予定であった。しかし、ダンケルク級の建造により戦力バランスはフランス優勢に傾いた。ダンケルク級に対抗すべく海軍は幾つかの小型・中型戦艦の設計案を検討したが、一から作ったのではフランスの新戦艦が先に竣工してしまうのは明らかだった。
そのため、急遽イタリア海軍は旧式戦艦4隻のうち最も古い「コンテ・ディ・カブール級」2隻に対して最新技術を用いた近代化改装を行うことを決定した。1932年のダンケルク級の起工に遅れること1年後の1933年にカブール級2隻がドック入りし、そして1937年4月の「ダンケルク」竣工に遅れること2ヶ月後の6月に「コンテ・ディ・カブール」の、更に4ヶ月後の10月に「ジュリオ・チェザーレ」の近代化改装を終えることにより辛くも間に合わせたのだった。しかし、1934年にはダンケルク級2番艦「ストラスブール」が起工しており、これに対抗すべくイタリア海軍は、主砲に38.1 cm砲9門を持つ排水量35,000トンの大戦艦「ヴィットリオ・ヴェネト級」の第一グループ2隻建造を同年に発表。しかし、当然ながらヴェネト級の完成よりも先に「ストラスブール」が完成することは明白であり、ヴェネト級の完成までの穴埋めとしてカブール級に続いてカイオ・ドゥイリオ級2隻の近代化改装を1937年4月に開始した。しかし、この行為はフランス海軍には6隻の戦艦があるのにイタリア海軍に実働可能な戦艦がカブール級の2隻しかないということを意味していた。結局、カイオ・ドゥイリオ級2隻の改装完了とヴィットリオ・ヴェネト級の第一グループ2隻の就役は第二次世界大戦には間に合わなかった。しかし、フランス海軍は基準排水量35,000トンで38 cm砲8門を持つ新戦艦「リシュリュー級」2隻の建造を1935年に発表したため、イタリア海軍は間に合わないのを承知でヴェネト級を更に2隻追加建造することを決意し、1938年に相次いで起工した。

#### 戦間期のイタリア艦艇の設計思想とドクトリン
イタリア海軍は新たな仮想敵国となったイギリス海軍とフランス海軍双方の強大な海軍力に対し、高速艦艇により攻撃する計画を立案した。この路線から後の第二次世界大戦時のイタリア海軍の主力艦艇の船体形状は、高速性能を得るために縦横比率の高い細身の形状をした独特の設計が採用されており、高速性を発揮しやすいのが特徴で、同時代のイギリス海軍の大型艦も同様の船体形状を特徴としている。また、イタリア海軍が主に行動する海域は地中海であるために、外洋での凌波性や航続性能は他国に比べ低いものでも良いとされた。そしてその分のリソースを防御性能や居住性に充てたため、他国の同排水量の艦に比べ、後の時代になるほど攻防能力が高くなっている。しかし、元々性能の高くないイギリスの機関を参考にして大出力機関を開発したために、第一次大戦後のイギリス新戦艦と同じく信頼性を犠牲にしている感があり、また、致命的なことに、そうした努力をもってしても、根本的に工業力で上回っているイギリス海軍の量やフランス海軍の持つ質への不利は否めなかった。その為、次第にイタリア海軍の戦術ドクトリンは第一次世界大戦のように主力艦艇を敵主力艦の牽制に用いつつ、潜水艦や水雷艇・駆逐艦などの小型艦艇の運用により敵海軍力を削ぐ戦術を志向していった。

#### スペイン内戦
第二次世界大戦の前哨戦となったスペイン内戦では、本格的な参戦の前からイタリア海軍の潜水艦部隊が反乱軍側で暗躍し、スペイン海軍の軽巡洋艦を撃沈したのを皮切りに多数の商船を沈めている。また本格参戦後もスペイン海軍の艦隊を強襲して制海権を奪いバルセロナを砲撃したり、ジブラルタルの英海軍基地に特殊部隊が上陸し、停泊していた補給艦を破壊するなど盛んな活躍を見せた。

### 第二次世界大戦

#### 参戦時の状況

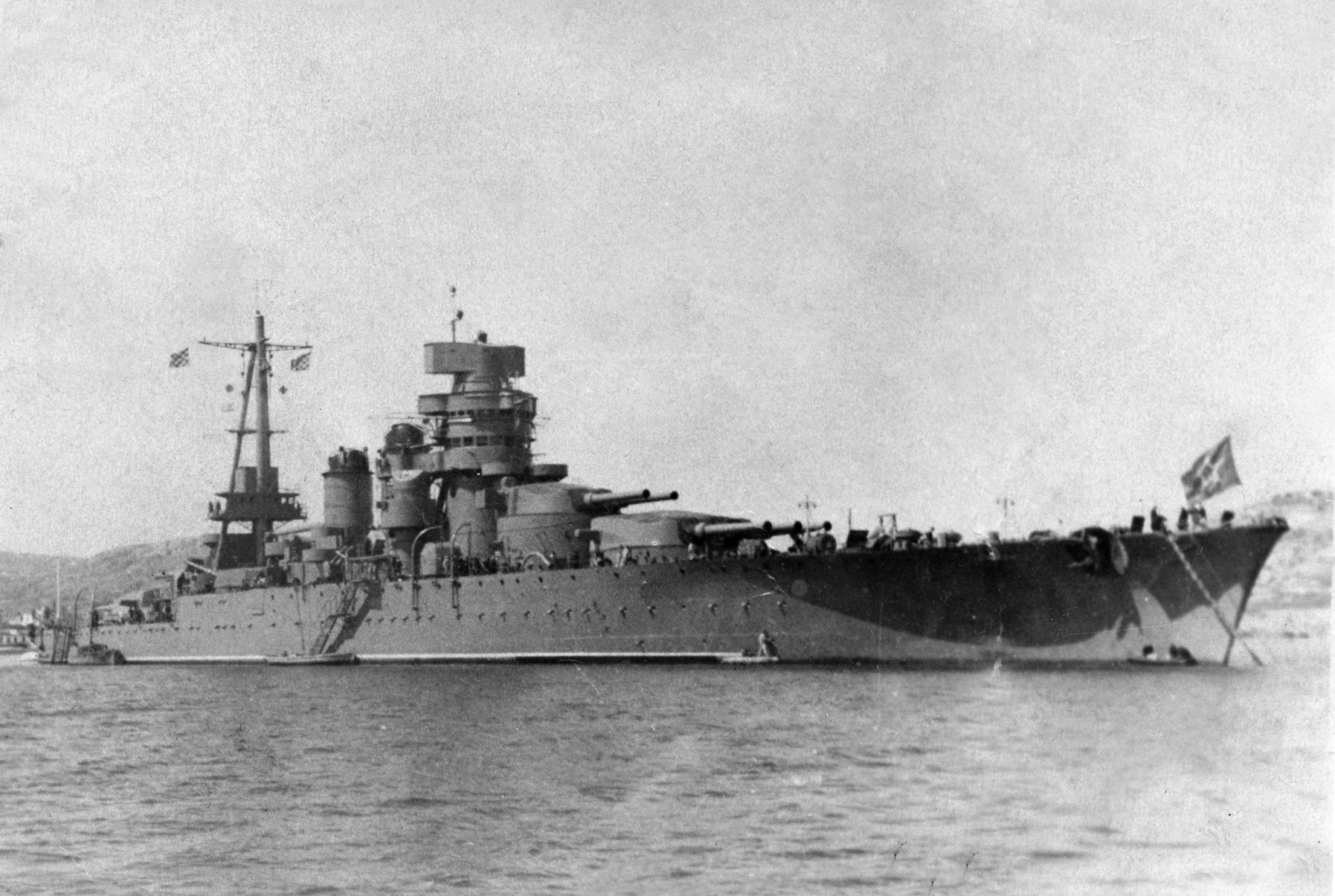
コンテ・ディ・カブール級二番艦「ジュリオ・チェザーレ」。イタリア海軍は前大戦時の旧式戦艦を近代化改装し主力として用いなければならない程に困窮していた。（写真はソ連接収後のためにソ連海軍旗を掲げている）

イタリア王国が1940年6月10日に二度目の世界大戦に参戦した時、イタリア海軍は世界で4番目の規模を持つ海軍であった。しかしムッソリーニの無策で国際的に孤立していたイタリアは、枢軸国側に付く以外に選択肢が無く、結果として主力艦以外ならば同等の規模を持つフランス海軍と、数の上でも質でも欧州最強を誇るイギリス海軍を同時に相手にせねば成らない状況下に置かれていた。またイギリスやアメリカなどからの石油輸入に頼るイタリアは外交的な孤立によって慢性的な燃料不足状態に追い込まれ、大型艦艇の訓練や作戦行動も著しく制限されていたのも不安要素であった。
頼みの綱である改装戦艦4隻からなる大戦力も、内実からすれば第一次世界大戦時に用いられた弩級戦艦であり、新技術を用いて徹底的に改修したものであるとは言え、イギリス海軍は勿論、フランス地中海艦隊を相手にするにも一枚落ちる戦力でしかなかった。おまけにその内の2隻はドックで改修を施している最中で、開戦時には改装戦艦がたった2隻に過ぎなかった。ただこれには事情があり、そもそもの経済不安や工業力不足を押して対外戦争を続けたことで、イタリア王国軍は陸海空いずれも疲弊した状況にあった。その為、軍需大臣ファヴァグロッサを初めとする閣僚陣や軍上層部は1943年以降の参戦をムッソリーニに求めており、海軍もそれに合わせた計画を進めていた。具体的には1942年頃までに4隻の新戦艦（ヴィットリオ・ヴェネト級戦艦）を建造し、並行して先に述べた旧式戦艦4隻の近代化改修も済ませることで8隻の戦艦を戦列に並べ、フランス海軍に（或いはイギリス海軍へも局地的に）対抗するという計画であった。しかしムッソリーニが予想だにしない早期の参戦を強引に決定した為、海軍はまだドックに6隻の戦艦が眠る状態で戦いの渦中へ放り込まれてしまったのである。

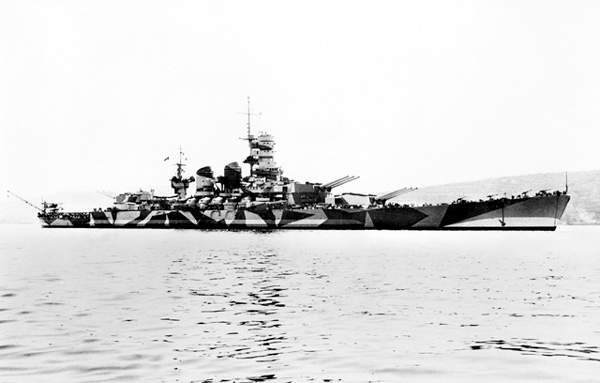
ヴィットリオ・ヴェネト級4番艦「ローマ」。フランス海軍との戦闘を想定して互角に戦えるように設計されていた。

イタリア海軍にとって不幸中の幸いだったのは当面の敵と考えられたフランスが極めて早い段階で降伏したことであり、結果として対仏戦はジェノヴァ沖で仏艦船と伊軍砲台が砲戦を交わしたのみに終わった。しかし、イギリス海軍が主敵となった後も、戦力面や燃料面での不利からイタリア海軍はイギリスとの艦隊決戦に消極的であった。イタリア海軍は、仮にイギリス海軍に打撃を与えたとしても、工業力に勝る英軍は直ぐに戦力を再建できるが、工業力に乏しい自軍にそれはできないとも考えていた。この方針により、イタリア海軍は、本土沿岸部防衛とアルバニアやリビアへの海上輸送の警備に腐心し、主力艦隊はイギリス海軍を牽制する存在として温存された。その代わりに奮戦したのはやはり前大戦同様に潜水艦や水雷艇などの小型艦艇であり、参戦から一週間で潜水艦部隊が英海軍の巡洋艦2隻と潜水艦3隻を沈めている。

#### 対英戦での苦戦
対英戦は参戦2日後にクレタ島海域でイタリア潜水艦がイギリスの巡洋艦を沈めたことで始まり、フランス降伏によって地中海は英伊両軍の戦場となった（地中海の戦い）。
大規模な海戦が最初に発生したのは、1940年6月10日、リビアから帰還する途上にあったイタリア海軍の護衛艦隊（戦艦2隻・重巡洋艦6隻・軽巡洋艦8隻）と、護送の最中だったイギリス海軍の護衛艦隊（戦艦3隻・空母1隻・駆逐艦16隻）とが、カラブリア半島のプンタ・スティロ沖で偶発的に遭遇して起きた戦闘である（カラブリア沖海戦）。この戦いは英空母艦載機の空襲を伊巡洋艦の対空砲火が退けたところから始まり、戦艦同士の砲戦でイタリア戦艦一隻が損傷する一方、イタリア艦隊は英艦隊にほとんど損害を与えることができないまま撤退した。この戦いの際にイタリア空軍と海軍との連携ミスが明らかになってしまい、これを知ったイギリス海軍は、以降大胆な航空作戦を仕掛けて来るようになった。一方のイタリア海軍は、日を追うごとに深刻さを増す燃料事情も相まってますます艦隊行動を制限するようになり、スパダ岬沖海戦など幾つかの小規模な海戦を除けば殆ど海戦を避けるようになった。

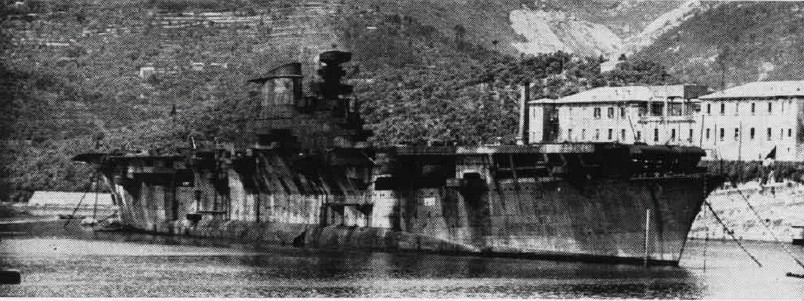
空母アクイラなど空母の戦時建造も目指されたが、乏しい工業力では難しいものがあった。

イタリア海軍はイタリア半島南端のターラント海軍基地に主力艦艇を集結させ、イギリス海軍を牽制する策（現存艦隊主義）に出たが、これは完全な裏目となった。イギリス海軍は、先の海戦で知った「イタリア海軍は空軍と上手く連携出来ていない」という弱点を突き、小規模な航空隊にターラントを奇襲させたのである（タラント空襲）。この攻撃では、イギリス側の予想通り、イタリア空軍は海軍の要請に直ぐに応えることが出来ず、旧式戦艦1隻が撃沈、旧式戦艦と新たに竣工していた新型戦艦1隻がそれぞれ大破してしまうという結果に終わった。この戦いは、海戦の主力が、大型砲戦艦艇から航空機と空母へと移り変わったことを示したが、それが分かったとしてもイタリアの工業力では航空艦隊の新造など到底叶わぬことであり、本拠地をナポリに移した海軍は、より一層消極的になっていった。
1941年4月、前年にアルバニアからギリシャに侵攻（ギリシャ・イタリア戦争）したものの苦戦していたイタリアを支援するため、ドイツはギリシャに侵攻した（ギリシャの戦い）。それに対してイギリスは、ギリシャを支援するための援軍を派遣したが、この派遣軍は海を隔てたエジプトから補給を受けていた。このためドイツは、その補給路を断つことをイタリア海軍に対して強く要請し、要請を断り切れなかったイタリア海軍は渋々に大規模な出撃を行うが、従前を上回る規模の空母と艦載機、そして最新式のレーダーを装備したイギリス海軍の前に、その双方を持たないイタリア海軍は全く歯が立たず、重巡洋艦3隻を失う大敗北に終わった（マタパン岬沖海戦）。これにより一度は地中海の制海権をイギリス側に完全に奪われてしまうが、イタリア海軍は、温存されていた戦艦隊を用いた強行突破で北アフリカ戦線の為の補給船団を届けたり、更に海軍の特殊部隊による破壊活動でアレクサンドリア沖に停泊していたイギリス戦艦2隻を大破させる（アレクサンドリア港攻撃）など、様々な努力で北アフリカとの補給線の維持に努めた。だがイギリス軍はマルタ島を拠点とする作戦活動で次第にこれを押さえ込み、戦いの中心はマルタ島への独伊空軍の空襲へと変化していった。

#### 潜水艦部隊・特殊部隊の奮戦
1941年にイタリア紅海艦隊の残存艦の「エリトレア」と「ラム2」が、スエズ運河が閉鎖されたために来日し、やむなく神戸港に停泊していたが、12月11日にイタリアもアメリカに宣戦布告したために、この2隻も天津租界に拠点を置くイタリア極東艦隊の一員となり、これらイタリア極東艦隊は日本や満州国の船団護衛の補給作業や、天津と日本、東南アジアとの間の輸送にも担当し大活躍した。
マルタ島とその近辺での通商破壊戦が激化する一方で、イタリア海軍はいよいよ大型艦艇が運用できない程にまで燃料不足が深刻化していた。1942年の時点で艦艇用の燃料はほぼ底を突き、停泊していた新造戦艦3隻も最早、鉄の置物と化していた。そんな状況でも小型艦艇は奮戦を続け、海軍の特殊部隊が中立船に偽装した輸送艦「オルテラ」を拠点に多数のイギリス軍の輸送艦を撃沈している。同様に潜水艦部隊もドイツ海軍の要請で1940年8月にフランスのボルドーにBETASOMと呼ばれる基地を設け、9月から潜水艦29隻を大西洋側に回航し、休戦までに86,483トン撃沈の「タッツォーリ」、90,600トン撃沈の「アルキメーデ」など戦果を挙げた多くの潜水艦を輩出している。

#### 終戦
燃料の枯渇したイタリア海軍は1942年8月以降、一切の大型艦の出動が行えず、1943年に入ってからは遂に潜水艦も動かせなくなったが、僅かに水雷艇のみが活動を続け、イギリス海軍の駆逐艦を撃沈するなどの戦果を挙げていたが、戦線はイタリア本土に迫りつつあった。連合軍がイタリア本土への上陸（ハスキー作戦）を開始すると、イタリア海軍のベルガミーニ中将は残存していた戦艦3隻を基幹とする主力艦隊を編成し、方々から掻き集めた燃料を積み込んで出撃に漕ぎ着けた。

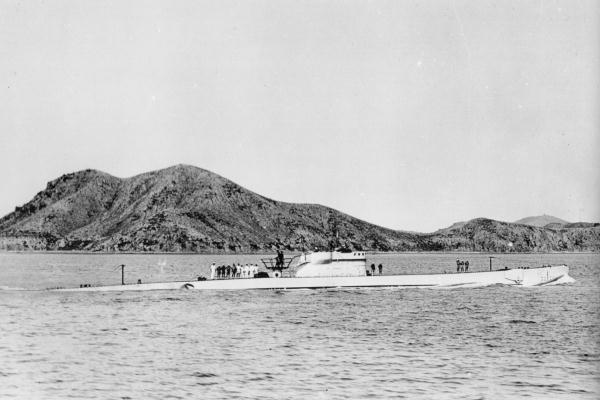
瀬戸内海を行く「コマンダンテ・カッペリーニ」

ベルガミーニ提督は、勝算がなかったにもかかわらず、海軍の死に場所を用意するために出撃を決意し、上陸を進めていた連合国軍の輸送艦隊に決戦を挑もうとしていた。しかしその頃イタリア王国政府では政変が起こりムッソリーニが失脚、新たにバドリオが首相となり連合軍との休戦を模索していた。そんな最中に連合軍に切り込めば休戦交渉が決裂するのは明らかであり、バドリオは海軍軍令部長ド・クールテン 中将と共に、戦後の国益を優先するようベルガミーニを説得、これに折れたベルガミーニは突撃を断念して連合国軍に合流することに同意した。だがこれを知ったドイツ空軍は連合軍への合流を阻止するために、皮肉にもイタリアで実験が行われていた新兵器フリッツXによる攻撃を敢行し、同兵器の直撃を受けた旗艦ローマは撃沈され、ベルガミーニ提督も戦死した。これは戦史上、初めての対艦ミサイルでの攻撃であり、航空機の発達により劣勢に追いやられていた戦艦が決定的に過去の遺物となったことを意味していた。
また、1943年3月にイタリア海軍がドイツ海軍との間で大型潜水艦の貸与協定を結んだ後に「コマンダンテ・カッペリーニ」や「レジナルド・ジュリアーニ」など5隻の潜水艦を日本海軍占領下の東南アジアに送っている。またイタリア海軍は、日本が占領下に置いた昭南に潜水艦の基地を作る許可を取り付け、工作船と海防艦を送り込んだ。8月には「ルイージ・トレッリ」もこれに加わった。
しかし昭南到着直後の9月8日にイタリアが連合国軍に降伏したため、他の潜水艦とともに昭南でドイツ海軍に接収され「UIT」と改名した（なお同艦数隻は1945年5月8日のドイツ降伏後は日本海軍に接収され、伊号第五百四潜水艦となった）。なお船員らは一時拘留されたが、イタリア社会共和国（サロ政権）成立後、サロ政権に就いたものはそのまま枢軸国側として従事し太平洋及びインド洋の警備にあたった。

### 冷戦から現代
終戦後、イタリア王国は政体を変え、イタリア共和国となった。これにあわせて海軍も改名し、イタリア軍事海軍（マリーナ・ミリターレ・イタリアーナ）となった。第二次世界大戦以降はイタリアは大きな戦争に参加していないが、冷戦期は西側と東側の境界にあるということから、北大西洋条約機構 (NATO) の一員として重要な役割を担った。1985年には初の空母として「ジュゼッペ・ガリバルディ」が就役。当初は法律の関係上ヘリ空母として運用されたが、後に法改正によってその問題をクリアしてハリアー II攻撃機を搭載する軽空母として運用された。また、2008年には2隻目の軽空母として「カヴール」が就役している。
2021年現在、イタリア海軍は軽空母2隻を有する、世界でも有数の海軍であるといえる。ラ・スペツィア、ヴェネツィア及びターラントに海軍工廠がある。

## 組織
海軍は、海軍参謀本部の下で5つの主要司令部に組織されている。
1999年10月1日に再編制され以下の通りとなっている
- 外洋部隊司令部（COMFORAL）
- 哨戒部隊・沿岸警備監督司令部（COMFORPAT）
- 水陸両用戦部隊司令部（COMFORSBARC）
- 潜水艦部隊司令部（COMFORSUB）
- 掃海部隊司令部（COMFORDRAG）

外洋部隊司令部（Comando Forze d'Altura）
本部：ターラント海軍基地
司令官階級：上級少将
「カヴール」と「ジュゼッペ・ガリバルディ」を艦隊旗艦とし、アンドレア・ドリア級駆逐艦の2隻、デ・ラ・ペンネ級駆逐艦の2隻、サン・ジョルジョ級強襲揚陸艦の3隻がブリンディジ海軍基地に、補給艦 エトナをターラント海軍基地に、エレットラをラ・スペツィア海軍基地に配備してそれぞれを直轄指揮下に治め、第1フリゲート戦隊司令部（COMSQUAFR1）をターラントに、第2フリゲート戦隊司令部（COMSQUAFR2）をラ・スペツィアに配置し、それぞれ拠点としている。
- 第1フリゲート戦隊司令部（Comando 1ª Squadriglia Fregate）
拠点：ターラント海軍基地
司令官階級：大佐
マエストラーレ級フリゲートのアリセオ、エウロ、エスペロ、ゼッフィーロを、ソルダティ級フリゲートからはアルティリエーレ、アヴィエーレ、ベルサリエーレ、グラナティエーレがあり、補給艦はストロンボリが配備されている。

- 第2フリゲート戦隊司令部（Comando 2ª Squadriglia Fregate）
拠点：ラ・スペツィア海軍基地
司令官階級：大佐
マエストラーレ級フリゲートのマエストラーレ、グレカーレ、リベッチオ、シロッコがあり、補給艦 ヴェスヴィオが配備されている。

- 哨戒部隊・沿岸警備監督司令部（Comando delle Forze da Pattugliamento per la Sorveglianza e la Difesa Costiera）
拠点アウグスタ海軍基地
司令官階級：少将
下部組織に哨戒戦隊司令部（COMSQUACORV）、第1哨戒戦隊司令部（COMSQUAPAT1）、第2哨戒戦隊司令部（COMSQUAPAT2）の3つが存在している。COMSQUACORVにはミネルヴァ級コルベットが4隻、COMSQUAPAT1にはコマンダンテ級哨戒艦とカシオペア級哨戒艦が2隻ずつ配備され、COMSQUAPAT2にはカシオペア級哨戒艦第1シリーズが2隻配備されている。

- 水陸両用戦部隊司令部（Comando delle Forze Anfibie）
サン・マルコ海兵旅団を指揮下に治め、必要に応じサン・ジョルジョ級強襲揚陸艦の3隻の派出を受ける。

- 潜水艦部隊司令部（Comando Forze Subacquee）
拠点：ターラント海軍基地
司令官階級：少将
潜水艦群司令部（Comando Gruppo Sommergibili、COMGRUPSOM）の下で212A型潜水艦とサウロ級潜水艦の合わせて6隻を運用している。

- 掃海部隊司令部（Comando Forze Contromisure Mine）
ラ・スペツィア海軍基地
司令官階級：少将
第53掃海戦隊司令部（COMSQUADRAG53）と第54掃海戦隊司令部（COMSQUADRAG54）を指揮下に治めている。第53掃海戦隊司令部にはレリーチ級掃海艇（イタリア語版）2隻およびレリーチ級第2シリーズ4隻が配備され、第54掃海戦隊司令部にはレリーチ級第2シリーズ6隻が配備されている。

### 以前の艦隊組織
改編前には4つの海軍管区と潜水艦司令部が存在していた。
第1海軍管区（I Divisione Navale）
本部：ラ・スペツィア
第7フリゲート戦隊にアウダーチェ級駆逐艦 (2代)が配備されていた。現在は第2フリゲート戦隊司令部となっている。
第2海軍管区（II Divisione Navale）
本部：ターラント
アンドレア・ドリア級ヘリコプター巡洋艦やヴィットリオ・ヴェネトが配備され、第2遠洋群にはインパヴィド級駆逐艦やデ・ラ・ペンネ級駆逐艦が、第5フリゲート戦隊にはルポ級フリゲートが配備されていた。
第3海軍管区（III Divisione Navale）
本部：ブリンディジ
揚陸艦やスパルヴィエロ級ミサイル艇が配備されていた。
第4海軍管区（IV Divisione Navale）
本部：アウグスタ
第1コルベット戦隊にアルバトロス級コルベットやカルロ・ベルガミーニ級フリゲートが配備されていた。
潜水艦司令部（Comando Sommergibili）
本部：ターラント
第1潜水群と第2潜水群を擁し、潜水艦を運用していた。
掃海艇や支援艦艇は各管区の部に配備されていた。

## 階級
| NATO階級符号 | 階級章 | 階級章     | 階級                                         | 階級               |
| NATO階級符号 | 肩章   | 袖章・腕章 | イタリア語                                   | 日本語             |
| ------------ | ------ | ---------- | -------------------------------------------- | ------------------ |
| OR-1         |        | 階級章なし | Comune di seconda classe                     | 二等水兵           |
| OR-2         |        |            | Comune di prima classe                       | 一等水兵           |
| OR-3         |        |            | Sottocapo                                    | 上等水兵           |
| OR-4         |        |            | Sottocapo di terza Classe                    | 三等水兵長         |
| OR-4         |        |            | Sottocapo di seconda Classe                  | 二等水兵長         |
| OR-4         |        |            | Sottocapo di Prima Classe                    | 一等水兵長         |
| OR-4         |        |            | Sottocapo di Prima Classe Scelto             | 選抜一等水兵長     |
| OR-4         |        |            | Sottocapo di Prima Classe Scelto q.s.        | 特任選抜一等水兵長 |
| OR-5         |        |            | Sergente                                     | 三等兵曹           |
| OR-6         |        |            | Secondo capo                                 | 二等兵曹           |
| OR-7         |        |            | Secondo capo scelto                          | 選抜二等兵曹       |
| OR-7         |        |            | Secondo capo scelto q.s.                     | 特任選抜二等兵曹   |
| OR-8         |        |            | Capo di terza classe                         | 一等兵曹           |
| OR-8         |        |            | Capo di prima classe                         | 上等兵曹           |
| OR-9         |        |            | Capo di prima classe                         | 上級上等兵曹       |
| OR-9         |        |            | Primo maresciallo                            | 最上級上等兵曹     |
| OR-9         |        |            | Luogotenente                                 | 兵曹長             |
| OR-9         |        |            | Primo luogotenente q.s.                      | 特任兵曹長         |
| OF-D         |        |            | Aspirante guardiamarina                      | 士官候補生         |
| OF-1         |        |            | Guardiamarina                                | 少尉               |
| OF-1         |        |            | Sottotenente di vascello                     | 中尉               |
| OF-2         |        |            | Tenente di vascello                          | 大尉               |
| OF-3         |        |            | Capitano di corvetta                         | 少佐               |
| OF-4         |        |            | Capitano di fregata                          | 中佐               |
| OF-5         |        |            | Capitano di vascello                         | 大佐               |
| OF-6         |        |            | Contrammiraglio                              | 准将               |
| OF-7         |        |            | Ammiraglio di divisione                      | 少将               |
| OF-8         |        |            | Ammiraglio di squadra                        | 中将               |
| OF-9         |        |            | Ammiraglio di squadra con incarichi speciali | 特任中将           |
| OF-10        |        |            | Ammiraglio                                   | 大将               |

## 主要基地・施設
- ラ・スペツィア海軍基地、リグーリア州ラ・スペツィア県
- ターラント海軍基地、プッリャ州ターラント県
- ブリンディジ海軍基地、プッリャ州ブリンディジ県
- アンコーナ海軍基地、マルケ州アンコーナ県（地方基地）
- ナポリ海軍基地、カンパニア州ナポリ県（北大西洋条約機構のナポリ統合軍司令部、ナポリ海上部隊司令部が所在している）
- アウグスタ海軍基地、シチリア州シラクーザ県（地方基地）
- メッシーナ海軍基地、シチリア州メッシーナ県（地方基地）
- カターニア航空基地、シチリア州カターニア（哨戒機基地）
- ラ・マッダレーナ海軍基地、サルデーニャ州オルビア＝テンピオ県（地方基地）
- カリャリ航空基地、サルデーニャ州カリャリ県（哨戒機基地）
- ガエータ基地、ラツィオ州ラティーナ県（アメリカ合衆国海軍第6艦隊の母港）

## 装備

### 艦艇

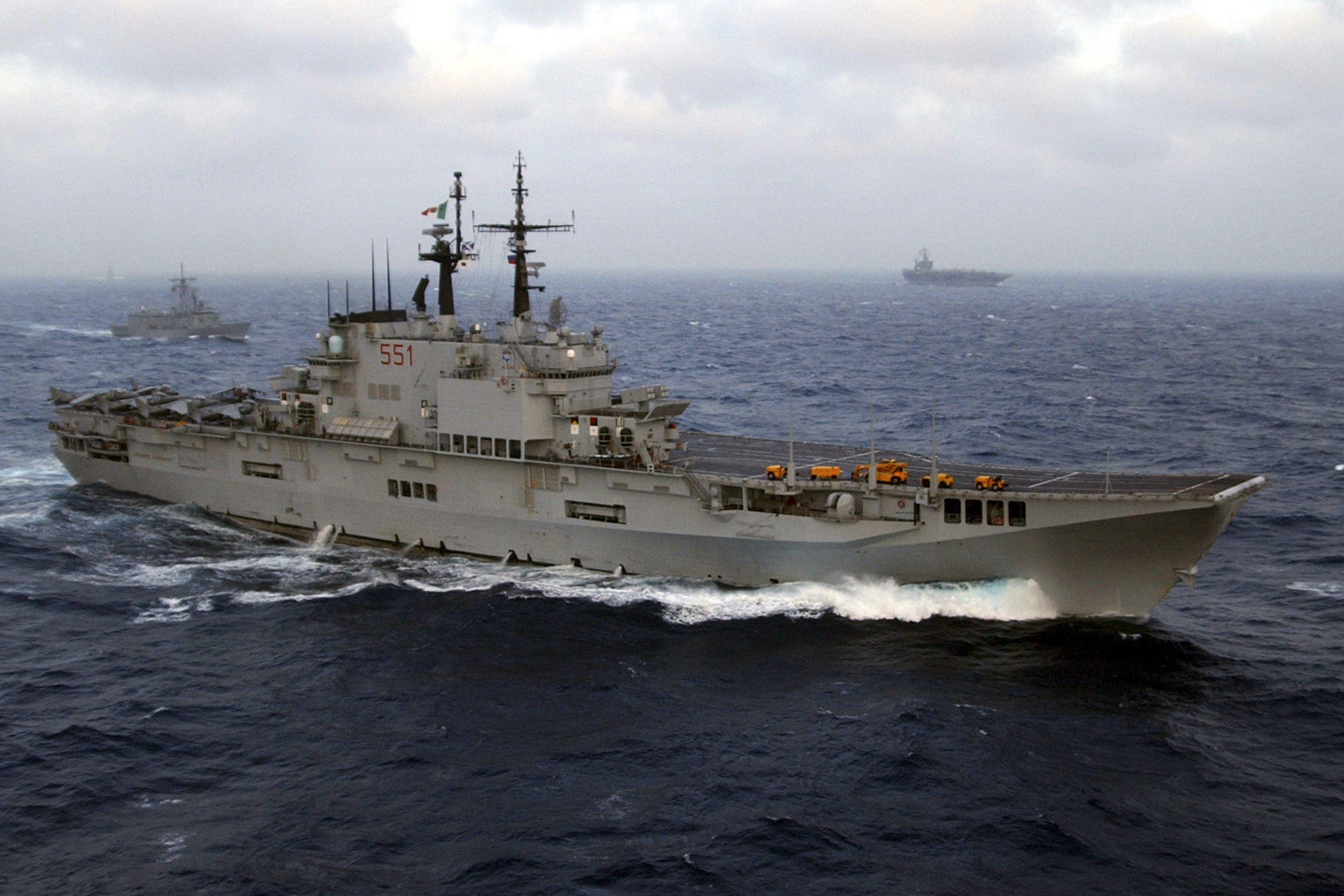
航空母艦「ジュゼッペ・ガリバルディ」

2011年6月現在。『Jane's Fighting Ships 2011-2012』より。
歴代艦艇については「イタリア海軍艦艇一覧」を参照。
通常動力型潜水艦
- 212A型 × 4隻
  - サルヴァトーレ・トーダロ（S526 Salvatore Todaro） - 2006年
  - シレ（S527 Scire） - 2007年
  - ピエトロ・ヴェヌーティ（S528 Pietro Venuti） - 2016年
  - ロメオ・ロメイ（S529 Romeo Romei） - 2017年
- 改サウロ級 × 4隻
  - サルヴァトーレ・ペロースィ（S522 Salvatore Pelosi） - 1988年
  - ジュリアーノ・プリーニ（S523 Giuliano Prini） - 1989年
  - プリモ・ロンゴバルド（S524 Primo Longobardo） - 1993年
  - ジャンフランコ・ガッザーナ＝プリアロッジア（S525 Gianfranco Gazzana Priaroggia） - 1995年

航空母艦
- カヴール（C550 Cavour） - 2009年

駆逐艦
- アンドレア・ドーリア級 × 2隻
  - アンドレア・ドーリア（D553 Andrea Doria） - 2008年
  - カイオ・ドゥイリオ（D554 Caio Duilio） - 2009年
- デ・ラ・ペンネ級 × 2隻
  - ルイージ・ドゥランド・デ・ラ・ペンネ（D560 Luigi Durand de la Penne） - 1993年
  - フランチェスコ・ミンベッリ（D561 Francesco Mimbelli） - 1993年

フリゲート
- ベルガミーニ級 × 10隻（1隻建造中、1隻計画中）
  - カルロ・ベルガミーニ（F590 Carlo Bergamini） - 2013年
  - ヴィルジニオ・ファサン（F591 Virginio Fasan） - 2013年
  - カルロ・マルゴッティーニ（F592 Carlo Margottini） - 2014年
  - カラビニエーレ（F593 Carabiniere） - 2015年
  - アルピーノ（F594 Alpino） - 2016年
  - ルイージ・リッツォ（F595 Luigi Rizzo） - 2017年
  - フェデリコ・マルティネンゴ（F596 Federico Martinengo） - 2018年
  - アントニオ・マルチェッリャ（F597 Antonio Marceglia） - 2019年
  - スパルタコ・スケルガト（F598 Spartaco Schergat） - 2025年
  - エミリオ・ビアンキ（F599 Emilio Bianchi） - 2025年
- マエストラーレ級 × 2隻
  - グレカーレ（F571 Grecale） - 1983年
  - リベッチオ（F572 Libeccio） - 1983年
- パオロ・タオン・ディ・レヴェル級×3隻（4隻建造中）
  - パオロ・タオン・ディ・レヴェル（P430 Paolo Thaon di Revel） - 2021年
  - フランチェスコ・モロジーニ（P431 Francesco Morosini） - 2022年
  - ライモンド・モンテクッコリ（P432 Raimondo Montecuccioli） - 2023年
  - マルカントニオ・コロンナ（P433 Marcantonio Colonna） - 2024年就役予定
  - ジョバンニ・デッレ・バンデ・ネーレ（P434 Giovanni delle Bande Nere） - 2024年就役予定
  - ルッジェーロ・ディ・ラウリア（P435 Ruggiero di Lauria） - 2025年就役予定
  - ドメニコ・ミレリーレ（P436 ドメニコ・ミレリーレ） - 2026年就役予定

コルベット
哨戒艦
- コマンダンテ級×6
  - コマンダンテ・チガーラ・フルゴーシ（P490 Comandante Cigala Fulgosi） - 2001年
  - コマンダンテ・ボルシーニ（P491 Comandante Borsini） - 2001年
  - コマンダンテ・ベッティカ（P492 Comandante Bettica） - 2002年
  - コマンダンテ・フォスカリ（P493 Comandante Foscari） - 2002年
  - シリオ（P494 Sirio） - 2003年
  - オリオーネ（P495 Orione） - 2003年
- カシオペア級×4
  - カシオペア（P401 Cassiopea） - 1989年
  - リブラ（P402 Libra） - 1989年
  - スピカ（P403 Spica） - 1990年
  - ヴェガ（P404 Vega） - 1990年

哨戒艇
- エクスプローラ級×4
  - エスプロラトーレ（P405 Esploratore） - 1997年
  - センティネッラ（P406 Sentinella） - 1998年
  - ヴェデッタ（P407 Vedetta） - 1999年
  - スタッフェッタ（P408 Staffetta） - 2005年

強襲揚陸艦（LPH）
- ジュゼッペ・ガリバルディ（C551 Giuseppe Garibaldi）[注 6]
- トリエステ（L9890 Trieste）

ドック型輸送揚陸艦（LPD）
- サン・ジョルジョ級×2
  - サン・ジョルジョ（L9892 San Giorgio） - 1987年
  - サン・マルコ（L9893 San Marco） - 1988年
- サン・ジュスト（L9894 San Giusto） - 1994年

中型揚陸艇（LCM）
- MTM217型×9

MEN217-222、227-228、551
- 改MTM217型×4

MEN562-565
車両兵員揚陸艇（LCVP）
- MTP96型×17

MDN94-104、108-109、114-117
掃海艇
- レリチ級×12

レリチ（M5550 Lerici） - 1985年
サプリ（M5551 Sapri） - 1985年
ミラッツォ（M5552 Milazzo） - 1985年
ビエステ（M5553 Vieste） - 1985年
ガエタ（M5554 Gaeta） - 1992年
テルモリ（M5555 Termoli） - 1992年
アルゲーロ（M5556 Alghero） - 1993年
ヌマーナ（M5557 Numana） - 1993年
クロトネ（M5558 Crotone） - 1994年
ビアレッジョ（M5559 Viareggio） - 1994年
キオッジャ（M5560 Chioggia） - 1996年
リミニ（M5561 Rimini） - 1996年
測量艦
- エレットラ（A5340 Elettra） - 2003年
- （A5303 Ammiraglio Magnaghi） - 1975年

測量艇
- アレトゥサ級×2

アレトゥサ（A5304 Aretusa） - 2002年
ガラテア（A5308 Galatea） - 2002年
情報収集艦
- ラファエロ・ロゼッティ（A5315 Raffaele Rossetti） - 1986年
- ヴィンチェンツォ・マルテロッタ（A5320 Vincenzo Martellotta） - 1990年
- レオナルド（A5390 Leonardo） - 2002年

練習艇
- アラゴスタ級×3

アスティチェ（A5379 Astice）
ミーティロ（A5380 Mitilo）
ポルポラ（A5382 Porpora）
練習帆船
- アメリゴ・ヴェスプッチ（A5312 Amerigo Vespucci） - 1931年
- パリヌロ（A5311 Palinuro） - 1934年
- イタリア（Italia） - 2008年

練習ヨット
- （A5302 Caroly） - 1948年
- （A5313 Stella Polare） - 1965年
- （A5316 Corsaro 2） - 1961年
- （A5322 Capricia） - 1963年
- （A5323 Orsa Maggiore） - 1994年

救命潜水艇
- SRV300

給油艦
- ヴルカーノ級×1

ヴルカーノ（A5335 Vulcano） - 2021年
- エトナ級×1

エトナ（A5326 Etna） - 1998年
- ストロンボリ級×1

ストロンボリ（A5327 Strombori） - 1975年
輸送艦
- MTC1011型×6

（A5347 Gorgona） - 1986年
（A5348 Tremiti） - 1987年
（A5349 Caprera） - 1987年
（A5350 Pantelleria） - 1987年
（A5351 Lipari） - 1987年
（A5352 Capri） - 1987年
輸送艇
- MEN215級×2

MEN215-216
給水艦
- MCC1101型×4

（A5370 Panarea）、（A5371 Lisona）、（A5372 Favignana）、（A5373 Salina）
- Simeto級×2

（A5376 Ticino） - 1994年
（A5377 Tirso） - 1994年
- Depoli級×7

GGS1012-1014、GRS/G1010-1012、GRS/J1013
サルベージ船
- （A5309 Anteo） - 1980年

灯台見回り船
- Ponza級×5

（A5364 Ponza） - 1988年
（A5366 Levanzo） - 1989年
（A5367 Tavolara） - 1989年
（A5368 Palmaria） - 1989年
（A5383 Procida） - 1990年
浮ドック
- GO1（1,000t） - 1942年
- GO5（100t） - 1893年
- GO8（3,800t） - 1904年
- GO10（2,000t） - 1900年
- GO11（2,700t） - 1920年
- GO17（500t） - 1917年
- GO18A（800t） - 1920年
- GO18B（600t） - 1920年
- GO20（1,600t） - 1935年
- GO22-23（1,000t） - 1935年
- GO51（2,000t） - 1971年
- GO52-54（6,000t） - 1988-1993年
- GO55-57（850t） - 1995-1996年
- GO58（2,000t） - 1995年

魚雷揚収船
- MEN212級×1

特殊任務支援艇
- Pedretti級×2

（Y499 Alcide Pedretti） - 1984年
（Y498 Mario Marino） - 1984年
人員輸送艇
- Aragosta級×1

（A5305 Murena）
航洋曳船
- 各型×7

（A5318 Prometeo）、（A5319 Ciclope）、（A5324 Titano）、（A5325 Polifemo）、（A5328 Gigante）、（A5330 Saturno）、（A5365 Tenace）
曳船
- 各型×9

（Y413 Porto Fossone）、（Y416 Porto Torres）、（Y417 Porto Corsini）、（Y421 Porto Empedocle）、（Y422 Porto Pisano）、（Y423 Porto Conte）、（Y425 Porto Ferraio）、（Y426 Porto Venere）、（Y428 Porto Salvo）
港内曳船
- 各型×32

RP101（Y403W）、102（Y404）、103（Y406）、104（Y407）、105（Y408）、106（Y410）、108（Y452）、109（Y456）、110（Y458）、111（Y460）、112（Y462）、113（Y463）、114（Y464）、115（Y465）、116（Y466）、118（Y468）、119（Y470）、120（Y471）、121（Y472）、122（Y473）、123（Y467）、124（Y477）、125（Y478）、126（Y479）、127（Y480）、128（Y481）、129（Y482）、130（Y483）、131（Y484）、132（Y485）、133（Y486）、134（Y487）

### 航空機
2011年6月現在。『Jane's Fighting Ships 2011-2012』より。
固定翼機
- マグダネル・ダグラス AV-8B/TAV-8B ハリアーII+×14/2
- ブレゲー アトランティック1×7
- パナビア トーネード IDS×15
- ボーイング 737AEW×3（計画中）
- ボーイング P-8A ポセイドン×8（計画中）
- ピアッジョ P.180 アヴァンティ×3
- EADS ATR-72-600×4

回転翼機
- アグスタ／ウェストランド EH-101 マーリン×22
- NHインダストリー NH90 NFH×4
- アグスタ-ベル 212ASW×25
- アグスタ-シコルスキー SH-3D/H シーキング×6
- アグスタ A109×1

UAV
- RQ-1B プレデター×5
- スキャン・イーグル（英語版）×10（2011年導入予定）

## 旗
軍艦旗の中央に使用される紋章は、中世、地中海の覇権を争い、「海洋共和国」（レプブリケ・マリナーレ）と呼ばれた都市国家の紋章を組み合わせたもので、左上がヴェネツィア共和国（聖マルコの獅子）、右上がジェノヴァ共和国（白地に赤十字）、左下がアマルフィ公国（青地に白のマルタ十字）、右下がピサ共和国（赤地に、使徒を示す12の珠の付いた白十字）。この紋章入りの旗は、商船においても軍艦旗の王冠を除いた形で用いられる。

? 軍艦旗
軍艦用国籍旗
軍艦用国籍旗裏面
海軍航空隊国籍マーク（ラウンデル）
初期のイタリア国籍旗